# 周遊
周遊（1937年8月24日—），本名周玉真，女，台灣演員、電視劇製作人，人稱「阿姑」。

## 生平
1957年周遊畢業於嘉義女中初中部，考入臺灣省文化工作隊以後開始表演工作，到了臺北市以後靠著半工半讀唸到初中畢業，後來還以臺灣省文化工作隊隊長身分被推薦就讀革命實踐研究院一年，曾被革命實踐研究院校長蔣中正找去「個別談話」。1963年，經由王滿嬌介紹，演出第一部電影：台語電影《相欠債》。曾參與多部國語電影及台語電影演出，後來擔任電視劇製作人，製作過中視《梨花淚》、中視《神鵰俠侶》、中視《霹靂神捕》、中視《京城獵人》、華視《懷玉公主》、民視《飛龍在天》等連續劇。
2004年10月，周遊接任台灣影人協會第二屆理事長。
2015年獲得第50屆金鐘獎電視金鐘獎特別貢獻獎。
2015年9月12日，周遊出席金鐘獎50週年「金鐘五十·響 特別展」開幕記者會，因髖關節手術行動不便，坐輪椅看展。
2019年9月18日，國立臺北商業大學與台灣影人協會合作開設之「演藝事業經營管理專班」開學典禮，周遊與其夫李朝永獲聘為國立臺北商業大學企業管理系兼任教授。

## 家庭
中華民國國軍職業軍人馮元達是周遊的前夫。電視劇製作人李朝永是她的配偶，夫妻共同經營電視劇製作公司「永真電視電影」。
導演馮凱是周遊的兒子，為周遊與臺灣省文化工作隊同仁陳建良所生。

## 榮譽
| 年份   | 獲提名 | 獎項                   | 結果 |
| ------ | ------ | ---------------------- | ---- |
| 2015年 | 周遊   | 第50屆金鐘獎特別貢獻獎 | 獲獎 |

## 廣告
- 大眾電信

## 外部連結
- 周遊在香港影庫上的簡介
- 周遊在豆瓣上的资料（简体中文）
- 周遊在互联网电影资料库（IMDb）上的資料（英文）